# June Fairchild
Pour les articles homonymes, voir Fairchild.
June Edna Fairchild, née le 3 septembre 1946 à Manhattan Beach en Californie et morte à Los Angeles le 17 février 2015, est une actrice de cinéma et une danseuse américaine.

## Biographie
Née June Edna Wilson à Manhattan Beach dans le comté de Los Angeles, elle grandit dans sa ville natale et sort diplômée de l'Aviation High School de Redondo Beach. Son père, musicien professionnel, est spécialisé dans l'écriture et la composition de chansons de gospel. June s'oriente vers la danse et est engagée parmi les Gazzarri Dancers, pour se produire dans le show télévisé Hollywood A Go-Go, peu de temps après avoir obtenu son diplôme.
Le succès lui sourit dans les années 1960. Aux côtés de Danny Hutton, elle est la chanteuse vedette du groupe de rock Three Dog Night pendant plusieurs années. Sa carrière démarre sur le grand écran au cours de la décennie 1960-1970. Elle partage le premier rôle de la comédie musicale satirique Head, servant de tremplin pour la carrière du groupe The Monkees. D'autres apparitions remarquées sont dans les films Vas-y, fonce (Drive, He Said) réalisé par Jack Nicholson en 1971, Le Canardeur (Thunderbolt and Lightfoot) avec Clint Eastwood et Jeff Bridges en 1974, puis dans Faut trouver le joint (Up in Smoke) en 1978, mettant en scène le duo comique Cheech & Chong.
En raison de graves problèmes causés par une forte addiction aux drogues et à l'alcool, June connaît une période difficile les années suivantes et sa carrière d'actrice prend fin. Vivant dans les quartiers de Skid Row à Los Angeles, elle éprouve les difficultés de la rue. En 2001, elle tente de survivre en vendant des journaux. Elle est emprisonnée la même année pour manquement aux services communautaires qu'elle devait effectuer à la suite d'une condamnation pour conduite en état d'ivresse. Au sortir de ses trois mois de détention, elle réussit à vaincre son alcoolisme.
June Fairchild meurt le 17 février 2015 à Los Angeles des suites d'un cancer du foie. Elle était âgée de 68 ans.

## Filmographie

### Cinéma
- 1968 : Where Angels Go, Trouble Follows : June
- 1968 : Head : The Jumper
- 1971 : Si tu crois fillette (Pretty Maids All in a Row) de Roger Vadim : Sonny
- 1971 : Vas-y, fonce : Sylvie
- 1971 : Summertree : fille dans la chambre
- 1972 : Balloon Thrower : souffleuse de ballons
- 1973 : Your Three Minutes Are Up : Sandi
- 1973 : S.O.S. Black Guns : Barbara (non créditée)
- 1974 : Dirty O'Neil : auto-stoppeuse
- 1974 : Le Canardeur : Gloria
- 1976 : The Student Body : Mitzi
- 1978 : Sextette : femme reporter
- 1978 : Faut trouver le joint : femme droguée